# Бензодиазепин
Бензодиазепини су група психоактивних дрога које служе као депресанти ЦНС-а. Припадају групи анксиолитика. Често се користе како би помогли пацијентима да превазиђу бол и анксиозност и омогућава им лакши сан. Парентерални облици се користе у терапији статуса епилептикуса. Најпознатији представници су диазепам (апаурин, бенседин), лоразепам, бромазепам (лексаурин, лексилијум), и алпразолам (ксанакс, ксалол). Корисници дрога злоупотребљавају ове супстанце у немедицинске сврхе како би произвели стање слично алкохолној интоксикацији.